# マーク・フィドリッチ
マーク・スティーブン・フィドリッチ（Mark Steven Fidrych、1954年8月14日 - 2009年4月13日）は、アメリカ合衆国マサチューセッツ州ウースター出身のプロ野球選手（投手）。
手足が長く、セサミストリートのビッグ・バードにちなみ、ニックネームは「ザ・バード」。スポーツ・イラストレイテッド1977年6月6日号の表紙をビッグ・バードとともに表紙を飾った。

## 経歴
1974年にドラフト10巡目でデトロイト・タイガースから指名され入団。1976年4月20日にメジャーデビュー。5月15日にメジャー初先発を果たし、7回まで無安打に抑え、2安打1失点で完投し、メジャー初勝利。以後、先発ローテーション入り。5月31日から7月3日にかけて8戦8勝を記録。オールスターではアメリカンリーグ先発を務めた。31試合中29試合で先発。24完投、19勝を記録し、防御率2.34はリーグ1位。新人王を受賞し、サイ・ヤング賞の投票ではジム・パーマーに次ぐ2位に入った。
フィドリッチはこの投球成績以上にボールに話しかける仕草が注目され、フィドリッチの投げる試合では多くの観客を集めた。他球団からは主催試合でフィドリッチを先発するように要請された。1976年を1万6,500ドルとメジャー最低年俸でプレイしたフィドリッチに対し、球団は2万5,000ドルのボーナスを与え、3年総額25万5,000ドルの契約を結んだ。
1977年のスプリング・トレーニングで膝を痛め、シーズン初登板は5月27日。オールスターに推薦されたが辞退している。1978年は初の開幕投手を務めるが、シーズン3試合目の4月17日に腕を痛め、故障者リスト入り。残りのシーズンをリハビリに費やした。1979年は4試合の登板で0勝3敗・防御率10.43に終わった。1980年10月1日がメジャー最後の登板となり、1981年10月5日にタイガースはフィドリッチを解雇した。1982年1月25日にボストン・レッドソックスとマイナー契約を結んだが、メジャーでプレイすることなく1983年6月29日に引退を発表。
引退後はノーズボロで農場を営んでいたが、2009年4月13日に、所有する農場で10輪トラックのPTOシャフトに巻き込まれる事故で亡くなった。

## 詳細情報

### 年度別投手成績
| 年 度     | 球 団     | 登 板 | 先 発 | 完 投 | 完 封 | 無 四 球 | 勝 利 | 敗 戦 | セ 丨 ブ | ホ 丨 ル ド | 勝 率 | 打 者 | 投 球 回 | 被 安 打 | 被 本 塁 打 | 与 四 球 | 敬 遠 | 与 死 球 | 奪 三 振 | 暴 投 | ボ 丨 ク | 失 点 | 自 責 点 | 防 御 率 | W H I P |
| --------- | --------- | ----- | ----- | ----- | ----- | -------- | ----- | ----- | -------- | ----------- | ----- | ----- | -------- | -------- | ----------- | -------- | ----- | -------- | -------- | ----- | -------- | ----- | -------- | -------- | ------- |
| 1976      | DET       | 31    | 29    | 24    | 4     | 2        | 19    | 9     | 0        | 0           | .679  | 996   | 250.1    | 217      | 12          | 53       | 3     | 3        | 97       | 6     | 0        | 76    | 65       | 2.34     | 1.08    |
| 1977      | DET       | 11    | 11    | 7     | 1     | 3        | 6     | 4     | 0        | 0           | .600  | 326   | 81.0     | 82       | 2           | 12       | 2     | 1        | 42       | 1     | 0        | 29    | 26       | 2.89     | 1.16    |
| 1978      | DET       | 3     | 3     | 2     | 0     | 0        | 2     | 0     | 0        | 0           | 1.000 | 85    | 22.0     | 17       | 1           | 5        | 0     | 0        | 10       | 0     | 0        | 6     | 6        | 2.45     | 1.00    |
| 1979      | DET       | 4     | 4     | 0     | 0     | 0        | 0     | 3     | 0        | 0           | .000  | 73    | 14.2     | 23       | 3           | 9        | 2     | 1        | 5        | 0     | 0        | 17    | 17       | 10.43    | 2.18    |
| 1980      | DET       | 9     | 9     | 1     | 0     | 0        | 2     | 3     | 0        | 0           | .400  | 215   | 44.1     | 58       | 5           | 20       | 2     | 1        | 16       | 3     | 0        | 35    | 28       | 5.68     | 1.76    |
| 通算：5年 | 通算：5年 | 58    | 56    | 34    | 5     | 5        | 29    | 19    | 0        | 0           | .604  | 1695  | 412.1    | 397      | 23          | 99       | 9     | 6        | 170      | 10    | 0        | 163   | 142      | 3.10     | 1.20    |

- 各年度の太字はリーグ最高

### タイトル
- 最優秀防御率: 1回（1976年）

### 表彰
- 新人王:1976年